# Hergiswald
Hergiswald, appelée en allemand Wallfahrtskirche Hergiswald, est une église de pèlerinage marial du XVIIe s., située sur le territoire de la commune lucernoise de Kriens, en Suisse.

## Histoire
L'histoire de Hergiswald commence en 1489 quand le Souabe Johannes Wagner, ou frère Hans, en provenance de la chartreuse d'Ittingen, élit comme ermitage un coin de forêt à deux heures de la ville de Lucerne en Suisse, à 900 mètres d’altitude sur un replat au nord du Mont Pilatus. Il est aidé par le patricien Jacob von Wyl, avoyer (ou prévôt Schultheiss) à qui appartient cette forêt. En 1501 l'évêque de Constance autorise la construction d'une chapelle, qui est consacrée en 1504. 

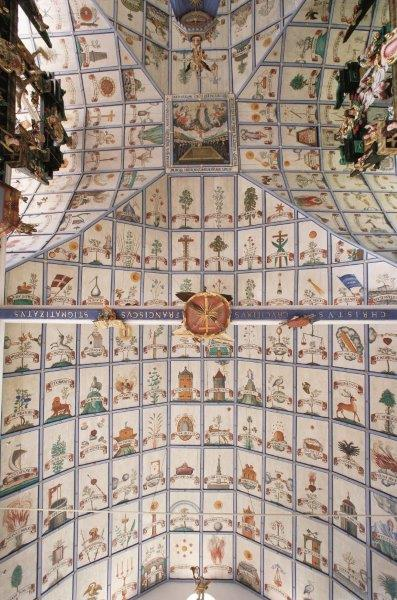
Aperçu des 306 panneaux du plafond dédiés à la Vierge Marie

Le fr. Hans meurt en odeur de sainteté en 1516. La chapelle est reconstruite et agrandie un siècle plus tard, en 1620, toujours par des membres de la famille von Wyl, Jacob, boucher et membre du Conseil (1586-1662), et son neveu Ludwig († 1636). Les murs en sont conservés dans l’aile orientale de l’actuelle église, dont la fondation remonte au capucin Ludwig von Wyl (1596-1663), fils du précédent, ainsi qu’à plusieurs autres donateurs, dont les armoiries sont conservées dans l’église, parmi lesquels compte aussi le roi de France (c’est un des aléas de la guerre de Trente Ans).
Le fondateur, à partir de livres d'emblèmes bien connus à son époque a composé, pour la décoration de l’église, un programme théologique à la louange de la Vierge Marie. Il commence son œuvre en rattachant à la chapelle existante une « maison de Lorette », qui est la troisième du genre en Suisse. Elle est dédicacée en 1649. Suit en 1651 la construction de l’aile occidentale, symétrique à l’ancienne chapelle par rapport à la maison de Lorette au milieu ; et de 1652 à 1662, les ailes sud et nord sont adjointes. L’entrée se fera désormais depuis le sud.
Deux retables sont richement décorés : le premier, contre le mur sud de la maison de Lorette, avec une petite fenêtre grillagée (pour laisser passer l'ange Gabriel…), est consacré à la nativité de Marie, le second est consacré au Jugement Dernier et à saint Félix, dont la chapelle occidentale, qui contient ce retable, comporte aussi les reliques, acquises par le P. von Wyl dans les catacombes de Rome. L'église contient encore d'autres retables du même style baroque.
Dans le chœur, entre le plafond et le sol, se trouve une stigmatisation de saint François d'Assise, à la manière des Sacri Monti du Piémont et de Lombardie. On trouve un Christ en croix séraphique d'un côté, sanguinolent de l'autre côté. Ses plaies sont reliées à celles de saint François par des câbles tendus dans le vide.
Le plafond, enfin, est divisé en quatre parties et composé de 306 panneaux. Chaque panneau comporte une illustration symbolique et un motto ou devise, qui renvoient ensemble à l'un des mystères marials (spécialement l'Immaculée Conception) ou l'un des titres de Marie que l'on trouve dans les litanies de Lorette. Au nord et au sud, il y a 100 panneaux, à l'ouest et à l'est 53 panneaux ; le chiffre de 153 est évidemment une allusion à la pêche miraculeuse de l'évangile, tandis que le chiffre de (deux fois) 152 emblèmes – car deux panneaux symétriques à l'ouest et à l'est contiennent seulement le blason de donateurs – renvoient à la valeur numérique du nom de Marie en grec. Dix-sept panneaux figurent en outre contre la tribune à l'entrée de l'église.
Le bâtiment est inscrit comme bien culturel d'importance nationale.

## Source
- (de) Cet article est partiellement ou en totalité issu de l’article de Wikipédia en allemand intitulé « Wallfahrtskirche Hergiswald (Kriens) » (voir la liste des auteurs).